# 陰間大法師 Beetlejuice
《陰間大法師 BEETLEJUICE》（英語：Beetlejuice Beetlejuice）是一部2024年美國黑暗奇幻喜劇恐怖片，由提姆·波頓執導，阿爾弗雷德·高福和麥爾斯·米勒共同撰寫劇本並與賽斯·葛雷恩·史密斯合作撰寫故事。該片為1988年電影《陰間大法師》的續集，由米高·基頓、薇諾娜·瑞德、凱薩琳·奧哈拉、賈斯汀·塞洛克斯、莫妮卡·貝魯奇、珍娜·奧特嘉和威廉·達佛主演。
該片由華納兄弟影業排定2024年9月6日於美國上映。

## 演員
- 米高·基頓飾演陰間大法師（Betelgeuse）
- 薇諾娜·瑞德飾演麗迪亞·迪茲（Lydia Deetz）
- 凱薩琳·奧哈拉飾演德麗亞·迪茲（Delia Deetz）
- 賈斯汀·塞洛克斯飾演羅利（Rory）
- 莫妮卡·貝魯奇飾演迪樂芮（Delores）：陰間大法師的太太。
- 珍娜·奧特嘉飾演飾演艾絲特莉德·迪茲（Astrid Deetz）：麗迪亞·迪茲的女兒。
- 威廉·達佛飾演沃夫·傑克森（Wolf Jackson）
- 伯恩·戈曼飾演牧師

## 製作

### 初期發展
2011年9月，華納兄弟影業请来赛斯·格雷厄姆-史密斯担任《陰間大法師》續集的编剧和制片人，他曾与該片導演提姆·波頓在《黑暗阴影》和《吸血鬼猎人林肯》中合作过。格雷厄姆-史密斯加入这个项目是为了创作“一个真的值得我们开拍的故事，而不只是为了赚钞票，也不只是非要强拍出一部重拍片或是重启之作”。他还坚决要求让米高·基頓继续出演主角甲蟲汁大師（Beetlejuice），华纳兄弟不得另请高明。波顿和基顿还没有正式签约，但表示要是剧本够好他们都愿意回归。波顿与格雷厄姆-史密斯曾于2012年2月见面，“我们聊了两个小时，谈到了有关大片的事情。这对华纳兄弟或是蒂姆来说都是优先考虑的。（迈克尔）想拍这部电影已经想了20年了，他会向任何愿意倾听的人诉说。”这个故事将与1988年的电影相隔的时间同步，“这会是一部真正的26或27年后的续集。对于阴间大法师来说，时间没有任何意义，但对于外面的世界那可就完全不同了。”
2013年10月，據報導，波頓正在為導演續集的事宜與華納兄弟討論。同年11月，飾演麗迪亞·迪茲（Lydia Deetz）的薇諾娜·瑞德暗示她有可能會回歸續集：「我可以說是應該要保密的，但這真的有可能會成真。27年過去了。我不得不說，我好愛麗迪亞·迪茲。對我而言，她是如此的重要。我真的對她27年後會做什麼很感興趣。」瑞德也表明，只有在波頓和基頓回歸的前提下，她才會考慮出演續集。2014年12月，波頓表示，「（甲蟲汁大師）是我很喜歡的一個角色，而且我也很懷念和與演員麥可（·基頓）的合作時光。甲蟲汁大師只有一個。我們正在編寫一份劇本，我想這回我們可能比以往都更接近成功了，而且我很樂意與他再一次合作。」2015年1月，格雷厄姆-史密斯告訴《娛樂週刊》，續集的劇本已經完工，他和波頓打算在年底前就開拍，而且基頓和瑞德都會回歸。2015年8月，在脫口秀《塞斯·梅耶斯深夜秀》上，瑞德證實自己將出演續集。2016年5月，波頓表示：「如果續集的元素正確的話，未來大家一定看得到，只是現在還沒有具體成品問世而已。」2017年10月，麥克·弗卡迪諾維區（Mike Vukadinovich）受聘重寫劇本。2019年4月，華納兄弟宣布，《阴间大法师》的續集已被擱置。

### 前期製作
2022年2月，據報導《陰間大法師》續集已進入早期開發階段，由布萊德·彼特的工作室B計劃娛樂與華納兄弟影業共同製作。2022年10月，波頓表示他沒有參與該企劃，但幾天後改口說「沒有什麼是不可能的。」2023年3月，據報導，基頓和瑞德預計將回歸飾演甲蟲汁大師以及麗迪亞·迪茲，而曾在《星期三》與波頓合作過的珍娜·奧特嘉正在進行談判，有望飾演麗迪亞的女兒。2023年5月，丹尼·葉夫曼宣布他將回歸為續集配樂，同時透露奧特嘉已確認出演，該片將由《星期三》的創作者阿爾弗雷德·高福和麥爾斯·米勒撰寫劇本。同月，賈斯汀·塞洛克斯出演未公佈的角色。凱薩琳·奧哈拉回歸出演，而莫妮卡·貝魯奇飾演甲蟲汁的太太。

### 拍攝
該片原定於2022年年中開始拍攝，後來延遲至2023年5月10日於倫敦開始進行主體拍攝。

## 發行
《陰間大法師 BEETLEJUICE》由華納兄弟影業排定2024年9月6日於美國上映。

## 迴響

### 評價
爛番茄根據366條評論，本片獲得75%的新鮮度，平均得分6.5／10，觀眾的好評度為75%，平均得分3.9／5。在Metacritic上，本片獲得62分。

### 票房
| 上一届： 《死侍與金鋼狼》 | 2024年美國週末票房冠軍 第36-38週 | 下一届： 《荒野機器人》 |

## 外部連結
- 互联网电影数据库（IMDb）上《陰間大法師 Beetlejuice》的资料（英文）
- Metacritic上《陰間大法師 Beetlejuice》的資料（英文）
- 爛番茄上《陰間大法師 Beetlejuice》的資料（英文）
- Box Office Mojo上《陰間大法師 Beetlejuice》的資料（英文）
- AllMovie上《陰間大法師 Beetlejuice》的资料（英文）
- 開眼電影網上《陰間大法師 Beetlejuice》的資料（繁體中文）
- 豆瓣电影上《陰間大法師 Beetlejuice》的資料 （简体中文）